# Seznam medailistů na mistrovství České republiky v lezení na obtížnost
Seznam medailistů na mistrovství České republiky v lezení na obtížnost je chronologický přehled medailistů na Mistrovství České republiky v soutěžním lezení, které v této disciplíně sportovního lezení pořádá Český horolezecký svaz.
- mistři z roku 2016 jsou Jakub Konečný a Veronika Šimková
- nejvíce titulů mají 9 Tomáš Mrázek a 4 Silvie Rajfová(?)

## Muži
- starší závody nejsou zmapované

| Poř.                        | Rok  | Město, stěna     | Datum             | Zlato                             | Stříbro                           | Bronz                             | Závodníků |
| --------------------------- | ---- | ---------------- | ----------------- | --------------------------------- | --------------------------------- | --------------------------------- | --------- |
| Mistrovství Československa  |      |                  |                   |                                   |                                   |                                   |           |
| 0.                          | 1989 | Ostroměř         |                   | Jan Kreisinger                    |                                   |                                   |           |
| ?                           | 1990 |                  |                   |                                   |                                   |                                   |           |
| ?                           | 1991 |                  |                   |                                   |                                   |                                   |           |
| ?                           | 1992 |                  |                   |                                   |                                   |                                   |           |
| Mistrovství České republiky |      |                  |                   |                                   |                                   |                                   |           |
| 1.                          | 1993 | Praha, Ruzyně    | 30.-31. října     | Salavat Rachmetov 7. Marek Havlík | Cristian Brena 13. Michal Rosůlek | Severino Scassa 17. Martin Latiok | 17        |
| ?                           | 1994 |                  |                   |                                   |                                   |                                   |           |
| ?                           | 1995 |                  |                   |                                   |                                   |                                   |           |
| ?                           | 1996 |                  |                   |                                   |                                   |                                   |           |
| ?                           | 1997 |                  |                   |                                   |                                   |                                   |           |
| ?                           | 1998 | Praha, Brumlovka |                   | Pavel Kořán                       |                                   |                                   |           |
| ?                           | 1999 | Praha, Brumlovka |                   | Maxim Petrenko                    |                                   | Marek Havlík                      | 60        |
| ?                           | 2000 | Praha, Brumlovka |                   | Tomáš Mrázek                      |                                   |                                   |           |
| ?                           | 2001 | Praha, Brumlovka | 10.-11. listopadu | Tomáš Mrázek                      | Jakub Hlaváček                    | Pavel Kořán                       |           |
| ?                           | 2002 | Praha, Ruzyně    | 2.-3. listopadu   | Tomáš Mrázek                      | Jakub Hlaváček                    | Pavel Solanský                    | 59        |
| ?                           | 2003 | Brno, výstaviště | 15.-16. listopadu | Tomáš Mrázek                      | Jakub Hlaváček                    | Pavel Kořán                       | 42        |
| ?                           | 2004 | Brno, Rajče      | 8.-9. května      | Tomáš Mrázek                      | Marek Leitman                     | Zdeněk Resch                      | 28        |
| ?                           | 2005 | Praha, Ruzyně    | 3.-4. prosince    | Tomáš Mrázek                      | Jan Zbranek                       | Pavel Kořán                       | 35        |
| ?                           | 2006 | Praha, SmíchOff  | 16.-17. prosince  | Tomáš Mrázek                      | Martin Stráník                    | Jakub Hlaváček                    | 37        |
| ?                           | 2007 | Praha, SmíchOff  | 1.-2. prosince    | Tomáš Mrázek                      | Jakub Hlaváček                    | Martin Stráník                    | 34        |
| ?                           | 2008 | Praha, SmíchOff  | 29.-30. listopadu | Tomáš Mrázek                      | Martin Stráník                    | Jakub Hlaváček                    | 36        |
| ?                           | 2009 | Praha, Cibulka   | 12. prosince      | Adam Ondra                        | Martin Stráník                    | Jakub Hlaváček                    | 26+       |
| ?                           | 2010 | Brno, Rajče      | 4.-5. prosince    | Martin Stráník                    | Jaroslav Petečel                  | Karel Požár                       | 18        |
| ?                           | 2011 | Praha, SmíchOff  | 11.-12. června    | Adam Ondra                        | Martin Stráník                    | Petr Čermák (95)                  | 18        |
| ?                           | 2012 | Brno, Rajče      | 13.-14. října     | Martin Stráník                    | Roman Kučera                      | Tomáš Binter                      | 18        |
| ?                           | 2013 | Zlín             | 5.-6. října       | Martin Stráník                    | Ondřej Ďoubal                     | Tomáš Binter                      | 29        |
| ?                           | 2014 | Ústí nad Labem   | 27.-28. září      | Martin Stráník                    | Martin Jech                       | Jan Jeliga                        | 14        |
| ?                           | 2015 | Písek            | 3.-4. října       | Vojtěch Trojan                    | Tomáš Binter                      | Martin Jech                       | 14        |
| ?                           | 2016 | Praha, OC Zličín | 22.-23. října     | Jakub Konečný                     | Jakub Hlaváček                    | Martin Jech                       | 36        |
| ?                           | 2017 | Praha, OC Zličín | 28.-29. října     | Adam Ondra                        | Jakub Konečný                     | Rishat Khaibullin                 | 32        |

## Ženy
- starší závody nejsou zmapované

| Poř.                        | Rok  | Město, stěna     | Datum             | Zlato                              | Stříbro                  | Bronz               | Závodnic |
| --------------------------- | ---- | ---------------- | ----------------- | ---------------------------------- | ------------------------ | ------------------- | -------- |
| Mistrovství Československa  |      |                  |                   |                                    |                          |                     |          |
| 0.                          | 1989 | Ostroměř         |                   |                                    |                          |                     |          |
| ?                           | 1990 |                  |                   |                                    |                          |                     |          |
| ?                           | 1991 |                  |                   |                                    |                          |                     |          |
| ?                           | 1992 |                  |                   |                                    |                          |                     |          |
| Mistrovství České republiky |      |                  |                   |                                    |                          |                     |          |
| 1.                          | 1993 | Praha, Ruzyně    | 30.-31. října     | Ivona Marczisz 2. Barbara Stránská | 3. Daniela Vaňharová     | 4. Veronika Hunková | 5        |
| ?                           | 1994 |                  |                   |                                    |                          |                     |          |
| ?                           | 1995 |                  |                   |                                    |                          |                     |          |
| ?                           | 1996 |                  |                   |                                    |                          |                     |          |
| ?                           | 1997 |                  |                   |                                    |                          |                     |          |
| ?                           | 1998 | Praha, Brumlovka |                   | Simona Ulmonová                    |                          |                     |          |
| ?                           | 1999 | Praha, Brumlovka |                   | Simona Ulmonová                    |                          |                     | 21       |
| ?                           | 2000 | Praha, Brumlovka |                   | Věra Kotasová-Kostruhová           |                          |                     |          |
| ?                           | 2001 | Praha, Brumlovka | 10.-11. listopadu | Věra Kotasová-Kostruhová           |                          |                     |          |
| ?                           | 2002 | Praha, Ruzyně    | 2.-3. listopadu   | Silvie Rajfová                     | Věra Kotasová-Kostruhová | Tereza Kysilková    | 16       |
| ?                           | 2003 | Brno, výstaviště | 15.-16. listopadu | Tereza Kysilková                   | Olena Ostapenko          | Soňa Hnízdilová     | 13       |
| ?                           | 2004 | Brno, Rajče      | 8.-9. května      | Silvie Rajfová                     | Zuzana Čintalová         | Helena Lipenská     | 14       |
| ?                           | 2005 | Praha, Ruzyně    | 3.-4. prosince    | Silvie Rajfová                     | Soňa Hnízdilová          | Helena Lipenská     | 10       |
| ?                           | 2006 | Praha, SmíchOff  | 16.-17. prosince  | Silvie Rajfová                     | Soňa Hnízdilová          | Helena Lipenská     | 12       |
| ?                           | 2007 | Praha, SmíchOff  | 1.-2. prosince    | Nelly Kudrová                      | Silvie Rajfová           | Lucie Hrozová       | 8        |
| ?                           | 2008 | Praha, SmíchOff  | 29.-30. listopadu | Lucie Hrozová                      | Silvie Rajfová           | Lenka Černá         |          |
| ?                           | 2009 | Praha, Cibulka   | 12. prosince      | Nelly Kudrová                      | Edita Vopatová           | Kristýna Ondrová    | 8+       |
| ?                           | 2010 | Brno, Rajče      | 4.-5. prosince    | Edita Vopatová                     | Kateřina Švecová         | Gabriela Vrablíková | 6        |
| ?                           | 2011 | Praha, SmíchOff  | 11.-12. června    | Tereza Svobodová                   | Lucie Hrozová            | Edita Vopatová      | 14       |
| ?                           | 2012 | Brno, Rajče      | 13.-14. října     | Andrea Pavlincová                  | Iva Vejmolová            | Tereza Svobodová    | 10       |
| ?                           | 2013 | Zlín             | 5.-6. října       | Edita Vopatová                     | Iva Vejmolová            | Jana Vincourková    | 9        |
| ?                           | 2014 | Ústí nad Labem   | 27.-28. září      | Edita Vopatová                     | Iva Vejmolová            | Eliška Vlčková      | 8        |
| ?                           | 2015 | Písek            | 3.-4. října       | Iva Vejmolová                      | Gabriela Vrablíková      | Andrea Pokorná      | 7        |
| ?                           | 2016 | Praha, OC Zličín | 22.-23. října     | Veronika Šimková                   | Iva Vejmolová            | Lenka Slezáková     | 22       |
| ?                           | 2017 | Praha, OC Zličín | 28.-29. října     | Iva Vejmolová                      | Eliška Adamovská         | Eliška Novotná      | 16       |